# Verkiezingen voor het Europees Parlement 1989 in Nederland
Op 15 juni 1989 vonden in Nederland verkiezingen plaats voor de zittingsperiode 1989/1994 van het Europees Parlement. Voor Nederland waren bij deze verkiezingen 25 zetels beschikbaar, evenveel als bij de verkiezingen in 1984.

## Deelnemende partijen
| Lijst | Partij                              | Lijsttrekker       | Europese partij | Europese fractie                  |
| ----- | ----------------------------------- | ------------------ | --------------- | --------------------------------- |
| 1     | P.v.d.A./Europese Sociaaldemocraten | Piet Dankert       | PES             | PES                               |
| 2     | CDA - Europese Volkspartij          | Jean Penders       | EVP             | EVP                               |
| 3     | VVD - Europese Liberaal-Democraten  | Gijs de Vries      | ELDR            | Liberale en Democratische Fractie |
| 4     | Regenboog                           | Herman Verbeek     |                 | Regenboogfractie                  |
| 5     | SGP, GPV en RPF                     | Leen van der Waal  |                 | niet-fractiegebonden              |
| 6     | D66                                 | Jan-Willem Bertens | ELDR            | Liberale en Democratische Fractie |
| 7     | Socialistiese Partij                | Remi Poppe         |                 |                                   |
| 8     | Centrumdemocraten                   | Hans Janmaat       |                 |                                   |
| 9     | God Met Ons                         | Oscar Hendriks     |                 |                                   |
| 10    | Initiatief voor Europese Democratie | Rikstus Oosterhuis |                 |                                   |

## Uitslag

### Opkomst
|                  | 1984       | 1984      | 1989       | 1989  |
| # stemmen        | %          | # stemmen | %          |       |
| ---------------- | ---------- | --------- | ---------- | ----- |
| Kiesgerechtigden | 10.485.014 |           | 11.099.133 |       |
| Niet opgekomen   | 5.150.432  | 49,12     | 5.828.759  | 52,52 |
| Opkomst          | 5.334.582  | 50,88     | 5.270.374  | 47,48 |
| Ongeldig/blanco  | 37.833     | 0,71      | 28.041     | 0,53  |
| Geldige stemmen  | 5.296.749  | 99,29     | 5.242.333  | 99,47 |
| Kiesdeler        | 211.869    | -         | 209.693    | -     |

### Verkiezingsuitslag en zetelverdeling naar partijen
De definitieve verkiezingsuitslag werd op 21 juni 1989 door de Kiesraad bekendgemaakt.
| Partij                              | 1984      | 1984  | 1984   | 1989      | 1989  | 1989   | verschil | verschil |
| Partij                              | # stemmen | %     | zetels | # stemmen | %     | zetels | %        | zetels   |
| ----------------------------------- | --------- | ----- | ------ | --------- | ----- | ------ | -------- | -------- |
| CDA - Europese Volkspartij          | 1.590.218 | 30,02 | 8      | 1.814.107 | 34,60 | 10     | +4,58    | +2       |
| P.v.d.A./Europese Sociaaldemocraten | 1.785.165 | 33,70 | 9      | 1.609.626 | 30,70 | 8      | -3,00    | -1       |
| VVD – Europese Liberaal-Democraten  | 1.002.685 | 18,93 | 5      | 714.745   | 13,63 | 3      | -5,30    | -2       |
| Regenboog                           | 296.488   | 5,60  | 2      | 365.535   | 6,97  | 2      | +1,37    | 0        |
| D66                                 | 120.826   | 2,28  | 0      | 311.990   | 5,95  | 1      | +3,67    | +1       |
| SGP, GPV en RPF                     | 275.786   | 5,21  | 1      | 309.060   | 5,90  | 1      | +0,69    | 0        |
| Centrumdemocraten                   | -         | -     | -      | 40.780    | 0,78  | 0      | +0,78    | 0        |
| Socialistiese Partij                | -         | -     | -      | 34.332    | 0,65  | 0      | +0,65    | 0        |
| Initiatief voor Europese Democratie | -         | -     | -      | 23.298    | 0,44  | 0      | +0,44    | 0        |
| God Met Ons                         | 23.291    | 0,44  | 0      | 18.860    | 0,36  | 0      | -0,08    | 0        |
| overige partijen in 1984            | 202.290   | 3,82  | 0      | -         | -     | -      | -3,82    | 0        |
| totaal                              | 5.296.749 | 100   | 25     | 5.242.333 | 100   | 25     | 0        | 0        |